# Charles Alexandre Chais
Charles Alexandre Chais (1763 - Den Haag, 2 juli 1840) was een Nederlands jurist en secretaris van de Hoge Raad van Adel.

## Biografie
Chais werd geboren als zoon van Jean Antoine (Jan Anthonij) Chais en Cornelia Sebastina (Bastiana) van Swieten. Hij trouwde met Catharina Regina van Buren (†1835) met wie hij verscheidene kinderen kreeg, onder wie raadsheer mr. Hendrik Anton Cornelis Chais van Buren (1800-1862) en hij was de grootvader van rechtbankvicepresident mr. Charles Alexandre Chais van Buren (1837-1888). Hij promoveerde in 1785 te Franker in de rechten.
Van 1818 tot zijn overlijden was mr. Ch.A. Chais secretaris van de Hoge Raad van Adel.